# Jack Kingston

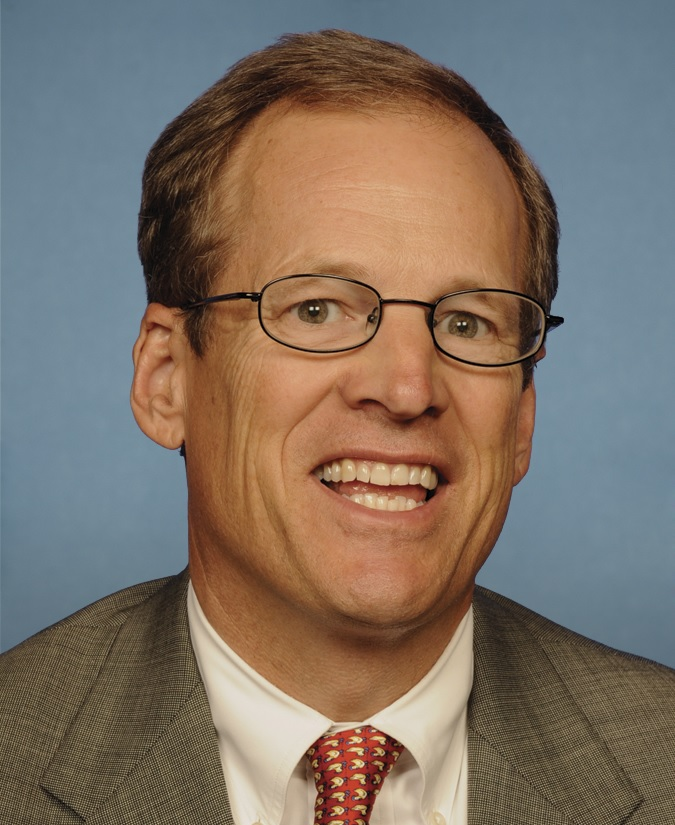
Jack Kingston

John Heddens „Jack“ Kingston (* 24. April 1955 in Bryan, Texas) ist ein US-amerikanischer Politiker der Republikanischen Partei. Er vertrat den Bundesstaat Georgia von 1993 bis 2015 im US-Repräsentantenhaus.
Der ursprünglich aus Texas stammende Jack Kingston zog schon früh nach Athens, Georgia. Er machte seinen Abschluss in Wirtschaftswissenschaften an der University of Georgia. Seit 1977 lebt er in Savannah. Bevor er in die Politik ging, war er mehr als zehn Jahre als Versicherungsvertreter und im landwirtschaftlichen Gewerbe tätig.
Im Jahr 1984 wurde Kingston erstmals in das Repräsentantenhaus von Georgia gewählt, wo er den 153. Wahldistrikt des Staates nach mehreren Wiederwahlen bis 1993 vertrat. 1992 trat er nicht mehr an und bewarb sich stattdessen um einen Sitz im Kongress in Washington. Im 1. Kongresswahlbezirk von Georgia, der unter anderem die Städte Savannah, Brunswick und Valdosta umfasst, trat der demokratische Amtsinhaber Lindsay Thomas nach zehn Jahren nicht mehr an. Mit 58 Prozent der Stimmen entschied Kingston das Rennen um die Nachfolge gegen die Demokratin Barbara Christmas für sich und war damit der erste in diesem Distrikt siegreiche Republikaner seit Andrew Sloan im Jahr 1874. Anschließend wurde er zehnmal im Amt bestätigt. In den Jahren 1998 und 2004 blieb er sogar ohne Gegenkandidat. Bei der Wahl 2008 erzielte er mit einem Stimmenanteil von 66,5 Prozent sein schlechtestes Ergebnis seit 1992.
Kingston vertritt in gesellschaftlicher Hinsicht konservative und auf wirtschaftlicher Ebene liberale Positionen. Er lehnt Schwangerschaftsabbrüche ab und setzt sich für Steuersenkungen ein. Als Kreationist lehnte er die Lehre von der Evolution ab. Er glaubt nicht an einen Zusammenhang zwischen menschlichem Verhalten und Klimaveränderungen. Von 2003 bis 2006 war er stellvertretender Vorsitzender (Vice-Chairman) der House Republican Conference.
Im Vorfeld der Senatswahlen 2014 erklärte Kingston seine Kandidatur für den Sitz des nicht mehr antretenden Saxby Chambliss. In der Primary seiner Partei erreichte er mit 25,8 Prozent der Stimmen den zweiten Platz hinter dem politisch unerfahrenen Geschäftsmann David Perdue, der die absolute Mehrheit aber verfehlte und sich Kingston damit in einer Stichwahl stellen musste. Diese entschied Perdue dann mit 50,9 Prozent der Stimmen knapp für sich. Perdue gewann auch die eigentliche Wahl gegen die Demokratin Michelle Nunn und zog am 3. Januar 2015 in den Kongress ein, den Kingston am selben Tag verlassen musste.